# Arabskie Klubowe Mistrzostwa Kobiet
Arabskie Klubowe Mistrzostwa Kobiet (arab. بطولة السيدات لكرة القدم العربية, ang. Arab Ladies Football Championship) – klubowe rozgrywki piłkarskie kobiet dla mistrzów krajowych krajów arabskich organizowane przez UAFA (ang. UAFA – Union of Arab Football Associations, fr. UAFA – Union des Associations de Football Arabe) w roku 2008.

## Historia
Zapoczątkowany został w 2008 roku przez UAFA jako Arabskie Klubowe Mistrzostwa Kobiet. W rozgrywkach uczestniczyły zespoły, które zdobyły mistrzostwo swojego kraju. W turnieju uczestniczyło 6 drużyn:
Batulex (Liban), Amman Club (Jordania), Olympique Club (Jordania), Abu Dhabi SC (Zjednoczone Emiraty Arabskie), Al Sadaka (Liban) i Boshor Club (Oman). Najpierw drużyny zostały podzielone na dwie grupy, a potem czwórka najlepszych zespołów systemem pucharowym walczyła o Puchar. Pierwszym zwycięzcą został Abu Dhabi SC.
Następna edycja nie odbyła się.

## Finały
| 2008 Szczegóły | Abu Dhabi SC | 2:2 po dogr. karne 7:6 | Amman Club | Stad madina Zajid ar-rijadijja, Abu Dhabi |  |

## Klasyfikacja medalowa
| Miejsce | Kraj                         | Klub         | Zwycięzca | Finalista | Razem | Lata zwycięstw | Lata porażek |
| ------- | ---------------------------- | ------------ | --------- | --------- | ----- | -------------- | ------------ |
| 1.      | Zjednoczone Emiraty Arabskie | Abu Dhabi SC | 1         | 0         | 1     | 2008           |              |
| 2.      | Jordania                     | Amman Club   | 0         | 1         | 1     |                | 2008         |

## Osiągnięcia krajowe
| Miejsce | Kraj                         | Zwycięzca | Finalista | Razem |
| ------- | ---------------------------- | --------- | --------- | ----- |
| 1.      | Zjednoczone Emiraty Arabskie | 1         | 0         | 1     |
| 2.      | Jordania                     | 0         | 1         | 1     |